# Matheus Biteco
Matheus Biteco, bürgerlich Matheus Bitencourt da Silva (* 28. Juni 1995 in Porto Alegre; † 28. November 2016 bei La Unión, Antioquia, Kolumbien), war ein brasilianischer Fußballspieler. Er stand zuletzt bei Chapecoense unter Vertrag.

## Karriere
Biteco spielte in der Jugend von Grêmio Porto Alegre und kam am 14. Juli 2013 beim 2:1-Sieg gegen Botafogo FR zu seinem Profidebüt. Im Jahr 2015 wechselte er nach Balneário Camboriú zum Barra FC (SC), wurde aber direkt wieder nach an Grêmio verliehen, für den er allerdings nicht mehr eingesetzt wurde. Von Anfang bis Mitte 2016 absolvierte Biteco nach einer Adduktorenverletzung ein Reha- und Aufbautraining bei der TSG 1899 Hoffenheim. Anschließend wurde Biteco von Barra an Chapecoense ausgeliehen.
Biteco starb beim Absturz des LaMia-Fluges 2933 am 28. November 2016.
Am 2. Dezember 2016 erklärte der südamerikanische Fußballverband CONMEBOL den Klub postum zum Sieger der Copa Sudamericana 2016.

## Privates
Sein älterer Bruder Guilherme Biteco (* 1994) ist ebenfalls Fußballspieler.

## Erfolge
Chapecoense:
- Copa Sudamericana: 2016 (postum)